# Conchylodes
Conchylodes é um gênero de mariposa pertencente à família Crambidae.